# WWE 2K18
WWE 2K18 è un videogioco di wrestling del 2017, sviluppato da Yuke's e Visual Concepts e pubblicato da 2K Sports per PlayStation 4, Xbox One, Microsoft Windows e Nintendo Switch.
La versione per Nintendo Switch presenta differenze rispetto a quelle per Playstation 4 e Xbox One.

## Modalità di gioco
Come i precedenti capitoli della serie, WWE 2K18 è un videogioco di wrestling basato sulla federazione statunitense della World Wrestling Entertainment (WWE).
Per la prima volta sin dai tempi di WWF SmackDown! Just Bring It (2001), è possibile far lottare otto wrestler contemporaneamente durante un incontro invece dei classici sei. Il Royal Rumble match è stato rielaborato, con nuove meccaniche di gioco, animazioni, mosse finali e sequenze di eliminazione.
La versione per Nintendo Switch presenta delle differenze rispetto a quelle per Playstation 4 e Xbox One, ad esempio la mancata possibilità di far lottare otto wrestler contemporaneamente durante un incontro.

## Roster

Una immagine di gioco

Il 29 giugno 2017 è stato annunciato che Kurt Angle sarebbe stato il personaggio bonus riservato per i pre-order; per Angle si è trattata della prima apparizione in un videogioco WWE dopo undici anni (SmackDown vs. Raw 2007).
WWE 2K18 è il primo videogioco della serie sin dai tempi di WWE '12 ad includere la divisione dei roster per effetto della seconda Brand Extension.
Come parte di una collaborazione commerciale tra la WWE e la Kentucky Fried Chicken, il videogioco offre la possibilità di creare personaggi con le fattezze della mascotte della celebre catena di fast food, il colonnello Sanders.
| Uomini | Uomini | Uomini | Donne | Donne                                                                                            | Donne                                                                       | |
| Raw | SmackDown | NXT | Raw | SmackDown                                                                                        | NXT                                                                         | Leggende |
| - Akira Tozawa - Apollo Crews - Big Cass - Big Show - Bo Dallas - Braun Strowman - Bray Wyatt - Brian Kendrick - Brock Lesnar - Cedric Alexander - Cesaro - Curt Hawkins - Curtis Axel - Darren Young - Dash Wilder - Dean Ambrose - Elias - Enzo Amore - Finn Bálor - Finn Bálor Demon - Goldust - Gran Metalik - Heath Slater - Jack Gallagher - Jason Jordan - Jeff Hardy - John Cena - Kalisto - Karl Anderson - Lince Dorado - Luke Gallows - Mark Henry - Matt Hardy - The Miz - Neville - Noam Dar - Rhyno - Rich Swann - Roman Reigns - R-Truth - Samoa Joe - Scott Dawson - Seth Rollins - Sheamus - TJP - Triple H | - Aiden English - AJ Styles - Baron Corbin - Big E - Chad Gable - Chris Jericho - Dolph Ziggler - Epico Colón - Erick Rowan - Fandango - Jey Uso - Jimmy Uso - Jinder Mahal - Kane - Kevin Owens - Kofi Kingston - Konnor - Luke Harper - Mojo Rawley - Primo Colón - Randy Orton - Rusev - Sami Zayn - Shane McMahon - Shinsuke Nakamura - Sin Cara - Tye Dillinger - Tyler Breeze - Viktor - Xavier Woods - Zack Ryder | - Akam - Aleister Black - Alexander Wolfe - Bobby Roode - Drew McIntyre - Eric Young - Hideo Itami - Johnny Gargano - Kassius Ohno - Killian Dain - Lars Sullivan - Nick Miller - No Way Jose - Rezar - Roderick Strong - Sawyer Fulton - Shane Thorne - Tommaso Ciampa | - Alexa Bliss - Alicia Fox - Bayley - Dana Brooke - Emma - Maryse - Mickie James - Nia Jax - Paige - Sasha Banks - Stephanie McMahon - Summer Rae | - Becky Lynch - Brie Bella - Carmella - Charlotte Flair - Naomi - Natalya - Nikki Bella - Tamina | - Asuka - Billie Kay - Ember Moon - Nikki Cross - Peyton Royce - Ruby Riott | - Albert - Alundra Blayze - André the Giant - Bam Bam Bigelow - Batista '10 - Beth Phoenix - Big Boss Man '91 - Big Boss Man '99 - Big Show '00 - Booker T - Bret Hart '97 - Bret Hart '98 - Brie Bella - British Bulldog - Brutus Beefcake - Buddy Roberts - Bushwhacker Butch - Bushwhacker Luke - Cactus Jack '92 - Cactus Jack '98 - Chris Jericho '00 - Christian - Daniel Bryan - DDP '92 - DDP '98 - Diesel - Dude Love - Dusty Rhodes - Earthquake - Eddie Guerrero - Edge - The Godfather - Goldberg - Greg Valentine - Ivory - Jake Roberts - Jacqueline - JBL - Jim Neidhart - Jimmy Garvin - John Cena '06 - John Cena '10 - Kane '98 - Kerry Von Erich - Kevin Nash - Kevin Von Erich - Kurt Angle '01 - Kurt Angle '06 - Larry Zbyszko - Lex Luger - Lita - Mankind - Michael Hayes - Mr. McMahon - Mr. Perfect - Papa Shango - Randy Savage - Razor Ramon - Ric Flair '88 - Ric Flair '91 - Rick Martel - Rick Rude - Ricky Morton - Ricky Steamboat '91 - Ricky Steamboat '94 - Rikishi - Robert Gibson - Rob Van Dam '06 - The Rock - The Rock '01 - Scott Hall - Shawn Michaels '97 - Shawn Michaels '98 - Steve Austin - Stunning Steve Austin - Sting - Sting '88 - Sting '91 - Sting '98 - Sting '99 - Sycho Sid - Tatanka - Tatsumi Fujinami - Triple H '98 - Triple H '01 - Trish Stratus - Typhoon - Tyson Kidd - The Ultimate Warrior - The Undertaker - The Undertaker '00 - Vader |

### Tag team e stable
- American Alpha
- The Ascension
- The Authors of Pain
- The Bella Twins
- Breezango
- The Bushwhackers
- Cesaro & Sheamus
- The Colóns
- Dean Ambrose & Seth Rollins
- D-Generation X
- Enzo Amore & Big Cass
- The Fabulous Freebirds
- Gallows & Anderson
- The Hardy Boyz[3]
- Heath Slater & Rhyno
- The Hype Bros
- Kerry Von Erich & Kevin Von Erich
- The Natural Disasters
- The New Day
- The Outsiders
- The Revival
- The Rock 'n' Roll Express[3]
- SAni†Y
- TM-61
- The Usos

### Campioni
Raw
- WWE Universal Champion: Brock Lesnar
- WWE Intercontinental Champion: The Miz
- WWE Raw Tag Team Champions: Dean Ambrose & Seth Rollins
- WWE Raw Women's Champion: Sasha Banks
- WWE Cruiserweight Champion: Neville

SmackDown
- WWE Champion: Jinder Mahal
- WWE United States Champion: AJ Styles
- WWE SmackDown Tag Team Champions: Jey Uso & Jimmy Uso
- WWE SmackDown Women's Champion: Natalya

NXT
- NXT Champion: Bobby Roode
- NXT Tag Team Champions: Alexander Wolfe & Eric Young
- NXT Women's Champion: Asuka

## Arene
- Raw
- Raw '98
- Raw '16
- SmackDown Live
- SmackDown '00
- SmackDown '16
- Main Event
- NXT
- NXT '16
- 205 Live
- Backlash
- Battleground
- Clash of Champions
- ECW One Night Stand '06[5]
- Elimination Chamber
- Extreme Rules
- Fastlane
- Great Balls of Fire
- Hell in a Cell
- Money in the Bank
- No Mercy
- NXT TakeOver
- NXT TakeOver: Brooklyn II
- NXT TakeOver: Orlando
- NXT TakeOver: San Antonio
- NXT TakeOver: The End
- Payback
- Roadblock
- Royal Rumble
- Saturday Night's Main Event XXIV
- SummerSlam
- SummerSlam '88
- Survivor Series
- TLC: Tables, Ladders & Chairs
- WCW Bash at the Beach
- WCW Halloween Havoc '98
- WCW Japan Supershow
- WCW Nitro
- WCW Saturday Night '92
- World Class Championship Wrestling '86
- WrestleMania 32
- WrestleMania 33
- WWE Live '91